# Кыргызское вторжение в Ганьсу
Кыргызское вторжение в Ганьсу (842—843) — военная операция енисейских кыргызов, направленная на уничтожение остатков разбитых татар и разорение китайской провинции Ганьсу.

## Предыстория
В 842 г. кыргызами были покорены племена монголоязычных татар, они упоминаются в письме китайского чиновника Ли Дэюя как последние союзники Уйгурского каганата и враги кыргызов. После разгрома уйгуров в Северной Монголии, кыргызы преследовали группы отступавших уйгуров в Восточный Туркестан и Ганьсу. В том же году, кыргызский генерал Табу-хэцзу вел переговоры с китайскими министрами в крепости Тяньдэ. Он сообщил, что кыргызы перешли реку Эдзин-Гол и они подчинили себе Бэйтин (Бишбалык), Аньси (Куча) и дада (татары). Столкновение кыргызов с татарами, закончилось признанием татарами кыргызского сюзеренитета в виде уплаты дани. Покорение татар упоминается на памятнике древнекыргызской письменности с р. Уйбат:
Перевод С. Г. Кляшторного:
- (1) Татарский враждебный (?) эль
- (2) Ради (своего) блага выплачивает (дань, откуп)
- (3) Мы оба (этому)
- (4) радуемся

Перевод В. Я. Бутанаева и Ю. С. Худякова:
- (1) Татарский плачущий народ
- (2) Своих сестер отдает
- (3) А наши младшие братья (получая в награду женщин)
- (4) радуются (этому)

После разгрома татар, кыргызы брали татарских женщин, чьи мужья погибли в бою, в качестве трофеев. По обычаю кочевников, татарские рабыни стали достоянием кыргызских мужчин.

## Ход боевых действий
В 842 г. кыргызские отряды под командованием генерала Алп Сол Тепека (Табу-хэцзу) вторглись в китайскую провинцию Ганьсу, после чего совершили поход против государств-оазисов Восточного Туркестана. В 843 г. Алп Сол возглавил кыргызскую делегацию к императорскому двору столицы Китая, после чего заключил официальный мир и вернулся с богатыми дарами. Упоминания об этом походе встречаются в эпитафии одного из сподвижников Алп Сола — Ичреки Тер-апы, чей памятник был найден на р. Негре, Тува:
- (1) В свои пятнадцать лет, я, став мужественным героем-воином, пошел походов на китайского кагана, захватил в их государстве золото и серебро, верблюдов и наложниц!